# جرترود هاريسون
جرترود هاريسون (بالإنجليزية: Gertrude Harrison)‏ هي لاعبة غولف أمريكية، ولدت في 1871، وتوفيت في 1938.